# Bordtennisligaen, herrer
BordtennisLigaen, herrer er den bedste række i Danmarksturneringen. Turneringen er underlagt landsforbundet Bordtennis Danmark. Holdene i ligaen må bruge 1 ikke-EU-borger pr. holdkamp.
Rækkens navn er fra og med sæsonen 2019/20 "Bordtennisligaen herrer". Tidligere år har rækken båret navnene "Elitedivision, herrer" og sponsornavnet "Stigadivisionen".
I sæson 2020/21 er der 8 hold med i rækken.
BordtennisLigaen blev skabt som en overbygning på 1. division, og er blevet spillet siden 1993. Ingen klubber har deltaget i alle sæsoner. Virum-Sorgenfri BTK har deltaget i 23 sæsoner, og har dermed rekorden for flest sæsoner i rækken.

## BordtennisLigaens turneringsform
Bordtennisligaen er delt i 2 halvsæsoner, og afvikles i kombination med 1. division.
I første turneringshalvdel afvikles grundspillet i Bordtennisligaen og 1. division. I anden turneringshalvdel fortsætter holdene til henholdsvis slutspillet, oprykningsspillet, nedrykningsspillet og medaljespillet (semifinaler og finale).

### Grundspil
I grundspillet møder holdene hinanden én gang. Hvert hold tildeles 3 eller 4 hjemmekampe under hensyntagen til holdenes placering i den forrige sæson.

### Slutspil
Fra BordtennisLigaens grundspil fortsætter nr. 1-6 til slutspillet, hvortil indbyrdes resultater (kamppoint) fra grundspillet overføres. I slutspillet møder holdene hinanden én gang. Hvert hold bliver tildeles 2 eller 3 kampe på hjemmebane, dog under hensyntagen til antallet af tildelte hjemmekampe i grundspillet. Alle hold i slutspillet er direkte kvalificeret til Bordtennisligaen den efterfølgende sæson.

### Medaljespillet
De fire bedst placerede hold i slutspillet kvalificerer sig til medaljespillet. Vinderen af slutspillet vælger modstander til semifinalen og vælger mellem slutspillets nr. 3 og 4. De samlede vindere af semifinalerne mødes i finalen. Semifinaler og finalen spilles bedst af tre holdkampe. I alle holdkampe i medaljespillet har det bedst placerede hold i slutspillet hjemmebane i anden og eventuelt tredje kamp. Efter medaljespillet kåres vinderen af finalen til Danmarksmester.

### Oprykningsspil
Fra Bordtennisligaens grundspil fortsætter nr. 7-8 til oprykningsspillet. Fra 1. divisions grundspil fortsætter nr. 1-4 til oprykningsspillet. Der overføres ikke indbyrdes resultater fra grundspillet. I oprykningsspillet møder holdene hinanden to gange.
- Oprykningsspillets nr. 1 og 2 rykker op i BordtennisLigaen den efterfølgende sæson.
- Oprykningsspillets nr. 3-6 er kvalificeret til 1. division den efterfølgende sæson.

### Pointgivning
- Vundet holdkamp giver tre point.
- Ved uafgjort kamp tildeles begge hold ét point og yderligere ét point til vinderen af Golden Set.

Ved turneringens afslutning er det hold, der har flest point, vinder. I tilfælde af, at to eller flere hold står lige, afgøres placeringen efter følgende prioritering (kun de involverede hold betragtes): 1. Flest point i indbyrdes holdkampe. 2. Bedste kampscore i indbyrdes holdkampe (kvotient vundne/tabte holdkampe). 3. Bedste sætscore i indbyrdes holdkampe (kvotient vundne/tabte sæt). Er stillingen stadig lige mellem hold, som skal deltage i medaljespil og kvalifikationskampe samt det videre grundspil i anden turneringshalvdel, spilles en omkamp mellem de involverede hold.

## Hold i BordtennisLigaen
I sæsonen 2020-21:
- B 75
- BB/KBTK (Brønshøj Bordtennis / Københavns BTK)
- Herlev HI
- Hlilerød GI Bordtennis
- Næstved Bordtennis
- Roskilde BTK61
- BTK Viby
- Virum-Sorgenfri BTK

## Resultater i Bordtennisligaen
| Bordtennisligaen 1993-2020 | Bordtennisligaen 1993-2020 | Bordtennisligaen 1993-2020 | Bordtennisligaen 1993-2020                                                                   | Bordtennisligaen 1993-2020 | Bordtennisligaen 1993-2020 |
| Sæson                      | Liganavn                   | Mestre                     | Spillere                                                                                     | Nedrykning                 | Nedrykning                 |
| -------------------------- | -------------------------- | -------------------------- | -------------------------------------------------------------------------------------------- | -------------------------- | -------------------------- |
| 2020-21                    | BordtennisLigaen           |                            |                                                                                              |                            |                            |
| 2019-20                    | BordtennisLigaen           | Ingen mester               | Ingen mester kåret pga. udbrud af corona-virus.                                              | Silkeborg BTK              |                            |
| 2018-19                    | Stigadivisionen            | Roskilde                   | Yujia Zhai, Allan Bentsen, Michael Maze, Tamas Lakatos, Claus Schou Nielsen                  | Brønderslev                | Level BB/KBTK              |
| 2017-18                    | Stigadivisionen            | Roskilde                   | Yujia Zhai, Laurens Tromer, Allan Bentsen, Michael Maze, Finn Tugwell                        | Viby                       |                            |
| 2016-17                    | Stigadivisionen            | Roskilde                   | Allan Bentsen, Finn Tugwell, Claus Schou Nielsen, Yujia Zhai, Michael Maze, Ewout Oostwouder | Silkeborg BTK              | Brønderslev                |
| 2015-16                    | Stigadivisionen            | Roskilde                   | Allan Bentsen, Finn Tugwell, Claus Schou Nielsen, Yujia Zhai, Michael Maze                   | Amager BTK                 | Vestegnens BTK             |
| 2014-15                    | Stigadivisionen            | Roskilde                   | Allan Bentsen, Finn Tugwell, Claus Schou Nielsen, Yujia Zhai, Andreas Dilling                | KVIK Næstved               |                            |
| 2013-14                    | Stigadivisionen            | Roskilde                   | Allan Bentsen, Finn Tugwell, Claus Schou Nielsen, Yujia Zhai, Casper Gammelmark              | Team Nørreå                |                            |
| 2012-13                    | Stigadivisionen            | Roskilde                   | Allan Bentsen, Finn Tugwell, Jesus Cantero, Fan Gao, Claus Schou Nielsen, Casper Gammelmark  | Silkeborg BTK              | Vestegnens BTK             |
| 2011-12                    | Stigadivisionen            | København                  | Guo Kai, Kasper Sternberg, Mårten Stenberg, Christoffer Petersen, Ruben Jensen               | Brønshøj                   | Thy/Mors                   |
| 2010-11                    | EliteDivisionen            | Roskilde                   | Allan Bentsen, Finn Tugwell, Roko Tosic, Casper Gammelmark, Henrik Vendelbo, Emil Sass       |                            |                            |
| 2009-10                    | EliteDivisionen            | Roskilde                   | Michael Maze, Allan Bentsen, Finn Tugwell, Casper Gammelmark, He Ke Yi, Emil Sass            |                            |                            |
| 2008-09                    | EliteDivisionen            | Roskilde                   | Michael Maze, Allan Bentsen, Finn Tugwell, He Ke Yi, Casper Gammelmark                       |                            |                            |
| 2007-08                    | EliteDivisionen            | Roskilde                   | Allan Bentsen, Christian Larsen, He Ke Yi, Casper Gammelmark, Kenn Løkkegård                 |                            |                            |
| 2006-07                    | EliteDivisionen            | Køge Bugt                  | Fredrik Nilsson, Joakim Andersson, Magnus Petersson, Daisuke Ishida, Claus Rasmussen         |                            |                            |
| 2005-06                    | EliteDivisionen            | Brønderslev                | Morten Knudsen, Kim Høgsberg, Daniel Fynsk, Rasmus Jespersen                                 |                            |                            |
| 2004-05                    | EliteDivisionen            | Køge Bugt                  | Fredrik Nilsson, Magnus Petersson, Christian Andersen, Mads Skovsen                          |                            |                            |
| 2003-04                    | EliteDivisionen            | Køge Bugt                  | Christoffer Petersen, Fredrik Nilsson, Magnus Petersson, Claus Rasmussen, Christian Klint    |                            |                            |
| 2002-03                    | EliteDivisionen            | Brønderslev                | Morten Knudsen, Kim Høgsberg, Claus Junge, Rasmus Jespersen, Søren Jensen                    |                            |                            |
| 2001-02                    | EliteDivisionen            | Brønderslev                | Morten Knudsen, Kim Høgsberg, Rasmus Jespersen, Søren Jensen                                 |                            |                            |
| 2000-01                    | EliteDivisionen            | Virum                      | Henrik Vendelbo, Christian Larsen, Martin Bremer, Jannik Larsen                              |                            |                            |
| 1999-00                    | EliteDivisionen            | Brønderslev                | Kim Høgsberg, Morten Knudsen, Jan Harkamp, Søren Jensen                                      |                            |                            |
| 1998-99                    | EliteDivisionen            | Brønderslev                | Kim Høgsberg, Mads Sørensen, Jan Harkamp, Søren Jensen                                       |                            |                            |
| 1997-98                    | EliteDivisionen            | Virum                      | Morten Knudsen, Christian Andersen, Henrik Vendelbo, Martin Bremer                           |                            |                            |
| 1996-97                    | EliteDivisionen            | Brønderslev                | Kim Høgsberg, Mads Sørensen, Jan Harkamp, Søren Jensen                                       |                            |                            |
| 1995-96                    | EliteDivisionen            | Virum                      | Johan Stoustrup, Morten Knudsen, Martin Bremer, Jannik Larsen                                |                            |                            |
| 1994-95                    | EliteDivisionen            | Hørning                    | Martin Monrad, Finn Tugwell, Jesper Mortensen, Mads Sørensen                                 |                            |                            |
| 1993-94                    | EliteDivisionen            | Hørning                    | Pasi Valasti, Finn Tugwell, Martin Monrad, Jesper Mortensen                                  |                            |                            |

## Flest titler
Mesterskaberne er blevet fordelt på følgende klubber.
| Antal titler | Hold                                       |
| ------------ | ------------------------------------------ |
| 11           | Roskilde BTK61                             |
| 6            | Brønderslev                                |
| 3            | Køge Bugt Virum-Sorgenfri BTK Team Hørning |
| 1            | Københavns BTK                             |

## Flest medaljer
| Hold                | Guld | Sølv | Bronze | I alt |
| ------------------- | ---- | ---- | ------ | ----- |
| Roskilde BTK61      | 11   | 0    | 2      | 13    |
| Brønderslev         | 6    | 5    | 3      | 14    |
| Virum-Sorgenfri BTK | 3    | 5    | 5      | 13    |
| Køge Bugt           | 3    | 4    | 1      | 8     |
| Team Hørning        | 2    | 1    | 3      | 6     |
| Københavns BTK      | 1    | 4    | 1      | 6     |
| OB Bordtennis       | 0    | 2    | 5      | 7     |
| Næstved             | 0    | 2    | 1      | 3     |
| Hillerød GI         | 0    | 1    | 1      | 2     |
| Thyland             | 0    | 1    | 0      | 1     |
| Esbjerg BTK         | 0    | 0    | 3      | 3     |
| Vedbæk              | 0    | 0    | 3      | 3     |
| Level BB/KBTK       | 0    | 0    | 2      | 2     |
| Kvik Næstved        | 0    | 0    | 1      | 1     |
| B 75, Hirtshals     | 0    | 0    | 1      | 1     |
| CPH BTK             | 0    | 0    | 1      | 1     |
| Stautrup/Viby       | 0    | 0    | 1      | 1     |